# Talagante (provins)
Provincia de Talagante är en provins i Chile och ligger i centrala delen av regionen Metropolitana de Santiago.
Provinsen består av 5 kommuner:
- Isla de Maipo
- El Monte
- Padre Hurtado
- Peñaflor
- Talagante